# 辽河平原

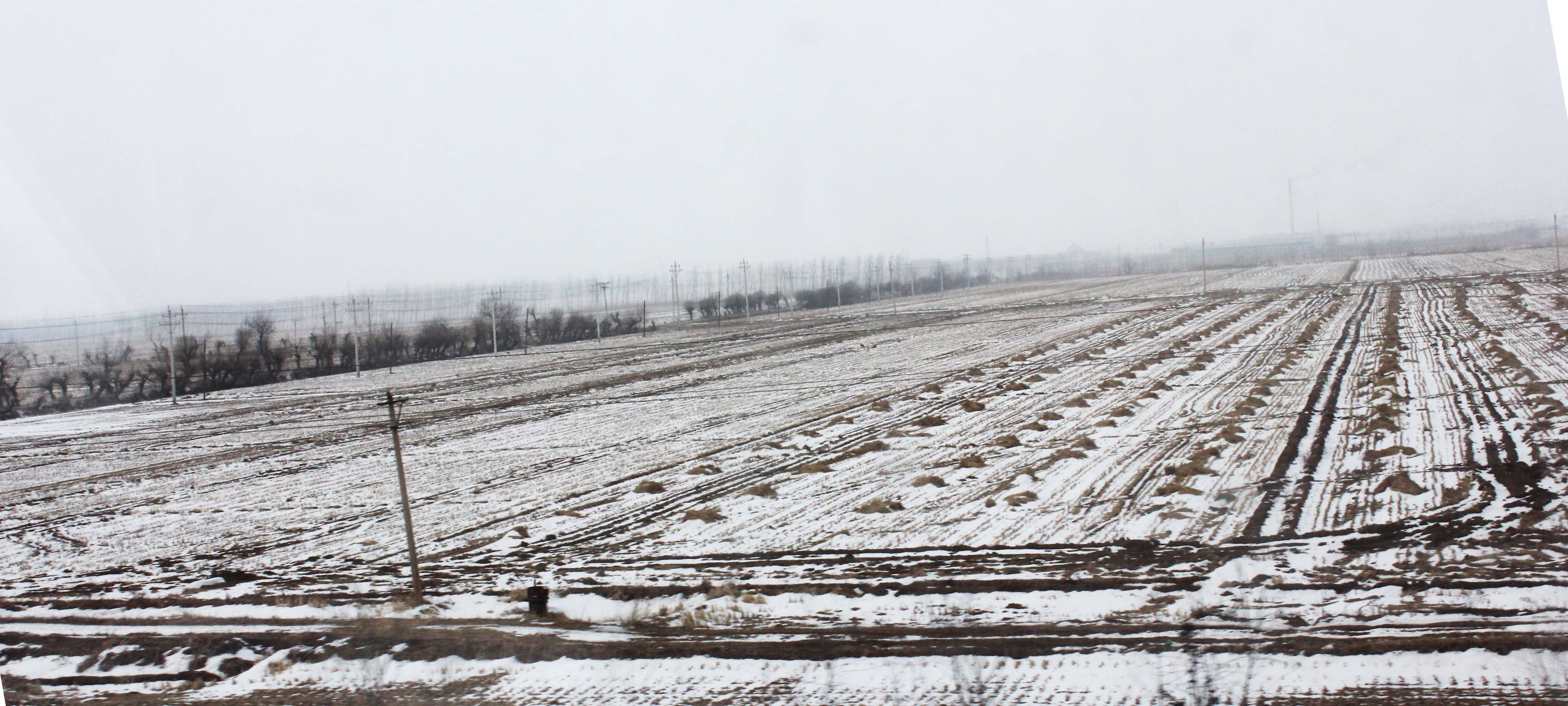
辽宁省中部的辽河平原。

辽河平原，是位于辽宁省境内的冲积平原。该平原夹于辽宁省东西部丘陵之间，南至辽东湾。是由其境内的辽河下游泥沙冲积而成。
该平原地势地平，北高南低，海拔一般低于50米，辽河入海口处海拔在10米以下。平原上河流众多，水流较缓，沙洲密布，港汊纵横。因沉降堆积旺盛，平原上河床较高，分布有较多沼泽，汛期常影响排涝。泥沙淤积也使得辽河平原逐渐向辽东湾发展。